# موسی بن یحیی

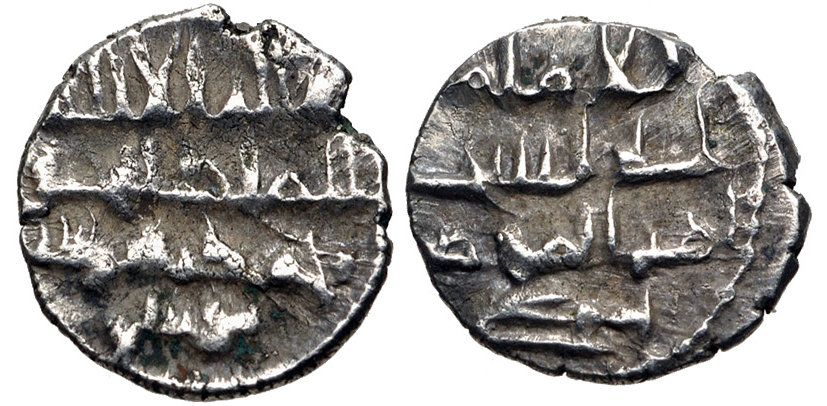
ضرب سکه موسی بن یحیی برمکی به عنوان فرماندار سند - حدود 218-221 هجری قمری (833-836 م)

موسی بن یحیی یکی از اعضای قدرتمند خاندان برمکیان، پسر یحیی بن خالد و برادر جعفر بن یحیی بود.
وی بین سال‌های ۷۹۳ تا ۷۹۴ حاکم دمشق بود.